# 艾恩豪斯
艾恩豪斯是德国石勒苏益格－荷尔斯泰因州的一个市镇。总面积2.53平方公里，总人口374人，其中男性182人，女性192人（2011年12月31日），人口密度148人/平方公里。